# 26e corps d'armée (France)
Pour les articles homonymes, voir 26e corps d'armée.
Le 26e corps d'armée est un corps de l'armée française, créé pendant l'armistice de 1871. Il a été constitué à Lyon, et transporta plus tard son quartier général à Poitiers. Il demeura toujours fort incomplet, n'eut jamais son cadre de généraux et ne fut pas rejoint par sa cavalerie.

## Créations et différentes dénominations
26e corps d'armée

## Les chefs du26ecorpsd'armée
- 1871 : Général Billot

## 1871
Le 26e corps ne fut organisé que pendant l'armistice. Constitué à Lyon, il transport plus tard son quartier général à Poitiers. Il demeura toujours fort incomplet, n'eut jamais son cadre de généraux et ne fut pas rejoint par sa cavalerie.

### Composition
Composition du 26e corps d'armée durant la guerre franco-prussienne, sous le commandement du général Jean-Baptiste Billot :
- 1re division d'infanterie sous les ordres du général de division Adrien Paul Alfred d'Ariès
  - 1re Brigade d'Infanterie sous les ordres du général de brigade auxiliaire Hue de la Colombe 
    - 27e bataillon de chasseurs de marche sous les ordres du commandant Fauquignon
    - 80e régiment d'infanterie de marche sous les ordres du lieutenant-colonel Émile Prosper Gabriel Grémion
    - 1re Légion de mobilisés des Basses-Pyrénées

  - 2e Brigade d'Infanterie sous les ordres du colonel Louis Honoré Delatouche 
    - 81e régiment d'infanterie de marche sous les ordres du lieutenant-colonel Marié

- -     - 2e Légion de mobilisés des Basses-Pyrénées

  - Artillerie 
    - 2 batteries de 4
    - 1 batterie de mitrailleuses des mobiles de la Charente-Inférieure

  - Génie 
    - une section

- 2e division d'infanterie sous les ordres du général Ferdinand Xavier de Formy de la Blanchetée[2]
  - 1re Brigade d'Infanterie sous les ordres du lieutenant-colonel Villain 
    - 28e bataillon de chasseurs de marche sous les ordres du commandant Vanleemputen
    - 82e régiment d'infanterie de marche sous les ordres du lieutenant-colonel Étienne Alphonse Chevreuil
    - 1re Légion de mobilisés du Gers sous les ordres du lieutenant-colonel Kéva

  - 2e Brigade d'Infanterie sous les ordres du colonel auxiliaire Collin 
    - 85e régiment d'infanterie de marche sous les ordres du lieutenant-colonel Thomas
    - 2e Légion de mobilisés du Gers sous les ordres du lieutenant-colonel Dufau

  - 3e Brigade d'Infanterie 
    - 3e Légion de mobilisés de la Gironde
    - 4e Légion de mobilisés de la Gironde

  - Artillerie 
    - 2 batteries de 4
    - 1 batterie de mitrailleuses des mobiles de la Vendée

  - Génie 
    - une section

- 3e division d'infanterie sous les ordres du général de brigade Arthur François Marguerite Henri de Bouillé[3]
  - 1re Brigade d'Infanterie 
    - 29e  bataillon de chasseurs de marche sous les ordres du commandant Raymond Defaucamberge
    - 86e régiment d'infanterie de marche sous les ordres du lieutenant-colonel Gerder
    - 1re Légion de mobilisés d'Indre-et-Loire

  - 2e Brigade d'Infanterie
    - 87e régiment d'infanterie de marche sous les ordres du lieutenant-colonel Lesur
    - 2e Légion de mobilisés d'Indre-et-Loire

  - Artillerie 
    - 2 batteries de 4
    - 1 section de mitrailleuses

- Division de cavalerie sous les ordres du général Marie Paul Oscar de Boério  
  -     - 1re Brigade sous les ordres du général Albéric Paul Joseph Fulgence Létuvé
    - 1er régiment de cuirassiers de marche sous les ordres du lieutenant-colonel Auguste Charles Marin Baillod
    - 11e régiment de cuirassiers de marche sous les ordres du lieutenant-colonel Alfred François Tondon

  - 2e Brigade sous les ordres du général Nicolas Marie Ambroise Pollard  
    - 10e régiment de dragons de marche sous les ordres du lieutenant-colonel Louis Antoine de Simard de Pitray
    - 6e régiment de lanciers de marche sous les ordres du lieutenant-colonel Pierre

- Réserve d'artillerie   
  - 4 batteries de 7
    - 1 batterie de mitrailleuses

## Sources et bibliographie
- Commandant Rousset, Histoire générale de la guerre franco-allemande (1870-1871) Librairie Illustrée Paris (six tomes)